# ماركوس إبرلين
ماركوس نوغيرا إبرلين (مواليد 4 مارس 1959) (بالبرتغالية: Marcos Nogueira Eberlin‏) كيميائي برازيلي وأستاذ في معهد الكيمياء بجامعة محافظة كامبيناس. وهو عضو في الأكاديمية البرازيلية للعلوم. حصل على وسام الاستحقاق الوطني العلمي البرازيلي في عام 2005 وميدالية طومسون في عام 2016.
إيبرلين من المدافعين عن فكرة التصميم الذكي في البرازيل، وقد وقع على بيان معارضة الداروينية. هو أيضًا مناصر للخلقية، ويعتبر أنّ نظرية التطور مغالطة.